# Pontocletodes ponticus
Pontocletodes ponticus is een eenoogkreeftjessoort uit de familie van de Argestidae. De wetenschappelijke naam van de soort is voor het eerst geldig gepubliceerd in 1980 door Apostolov.